# Lakeland (Geòrgia)
Lakeland és una població dels Estats Units a l'estat de Geòrgia. Segons el cens del 2000 tenia 2.730 habitants.

## Demografia
Segons el cens del 2000, Lakeland tenia 2.730 habitants, 966 habitatges, i 661 famílies. La densitat de població era de 340 habitants/km².
Dels 966 habitatges en un 34,3% hi vivien nens de menys de 18 anys, en un 42,7% hi vivien parelles casades, en un 20,5% dones solteres, i en un 31,5% no eren unitats familiars. En el 29% dels habitatges hi vivien persones soles el 14,1% de les quals corresponia a persones de 65 anys o més que vivien soles. El nombre mitjà de persones vivint en cada habitatge era de 2,54 i el nombre mitjà de persones que vivien en cada família era de 3,1.
Per edats la població es repartia de la següent manera: un 26,6% tenia menys de 18 anys, un 11,8% entre 18 i 24, un 28,9% entre 25 i 44, un 19,1% de 45 a 60 i un 13,6% 65 anys o més.
L'edat mediana era de 34 anys. Per cada 100 dones de 18 o més anys hi havia 103,9 homes.
La renda mediana per habitatge era de 22.346 $ i la renda mediana per família de 28.487 $. Els homes tenien una renda mediana de 23.457 $ mentre que les dones 19.276 $. La renda per capita de la població era de 13.156 $. Entorn del 25,3% de les famílies i el 28,8% de la població estaven per davall del llindar de pobresa.

## Poblacions més properes
El següent diagrama mostra les poblacions més properes.